# Oscar 2021
A 93.ª cerimônia (português brasileiro) ou cerimónia (português europeu) de entrega dos Academy Awards, ou Oscars 2021 (pt/br: Óscares 2021), (no original em inglês: 93rd Academy Awards), foi apresentada pela Academia de Artes e Ciências Cinematográficas (AMPAS) e homenageou os melhores filmes lançados entre 1 de janeiro de 2020 e 28 de fevereiro de 2021. Foi a primeira vez que o Oscar foi realizado virtualmente e presencialmente devido à pandemia de COVID-19. A cerimônia ocorreu no Teatro Dolby, em Los Angeles, Califórnia, em 25 de abril de 2021, dois meses após o previsto originalmente, devido ao impacto da pandemia de COVID-19 no cinema. As nomeações foram anunciadas em 15 de março de 2021.
Nomadland ganhou três prêmios, o maior vencedor da noite, incluindo o de Melhor Filme. Outros vencedores foram The Father, Judas and the Black Messiah, Ma Rainey's Black Bottom, Mank, Soul e Sound of Metal com dois prêmios, e Druk, Colette, If Anything Happens I Love You, Minari, My Octopus Teacher, Promising Young Woman, Tenet e Two Distant Strangers com um.
Esta cerimônia marcou a primeira desde o Oscar 2006 em que nenhum filme ganhou mais do que três prêmios e a primeira vez desde o Oscar 1972 – quando o show terminou com um Oscar Honorário para Charlie Chaplin – que a cerimônia não terminou com o prêmio de Melhor Filme (terminando com os prêmios de Melhor Atriz e Ator, respectivamente). De acordo com estimativas do Nielsen SoundScan (que começaram em 1974),  esta cerimônia foi a transmissão televisiva menos assistida da história do Oscar, com uma audiência de 10,4 milhões de telespectadores.

## Antecedentes
Em junho de 2020, a Academia anunciou que estava adiando a cerimônia de sua data originalmente programada de 28 de fevereiro de 2021 para 25 de abril, devido ao impacto da pandemia de COVID-19 no cinema, estendendo assim o período de elegibilidade para os filmes de longa-metragem até 28 de fevereiro de 2021. Esse critério de elegibilidade já havia sido modificado para permitir que filmes não-teatrais fossem elegíveis para os prêmios se originalmente pretendiam um lançamento teatral. Esta foi apenas a quarta vez que a premiação foi adiada e a primeira vez, desde o Oscar 1934, em que os filmes lançados em dois anos civis foram elegíveis para a consideração do prêmio na mesma cerimônia.

## Vencedores e indicados

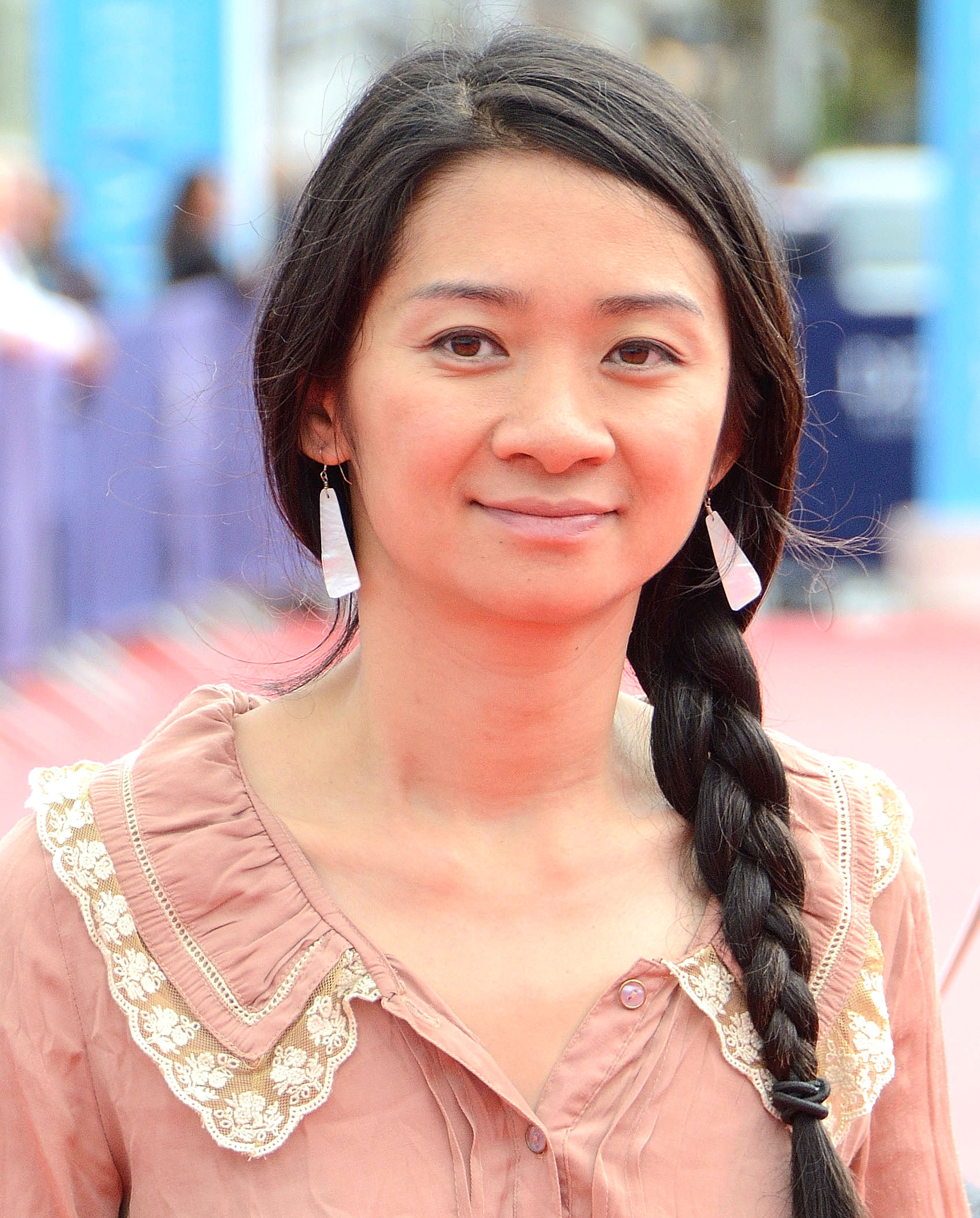
Chloé Zhao, co-vencedora de Melhor Filme e vencedora de Melhor Diretor

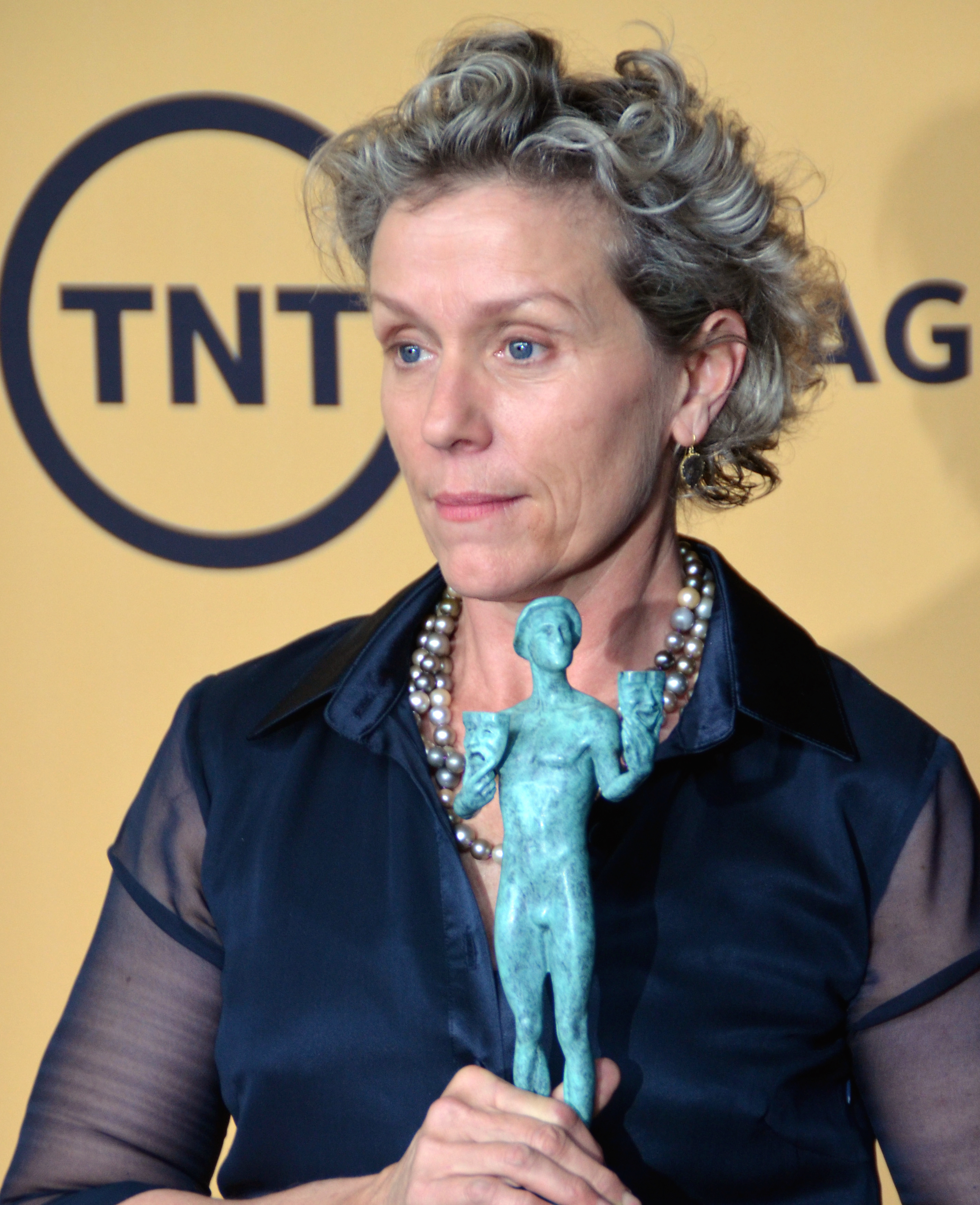
Frances McDormand, co-vencedora de Melhor Filme e vencedora de Melhor Atriz

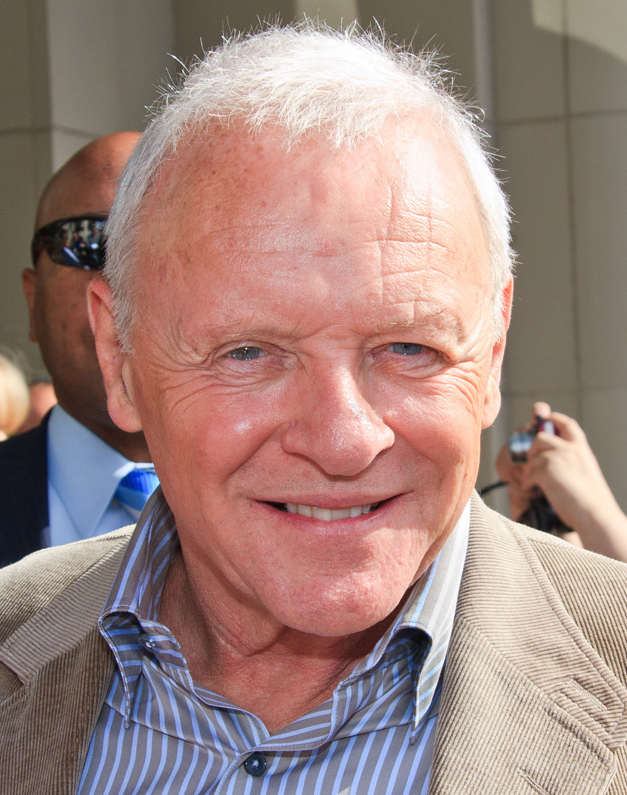
Anthony Hopkins, vencedor de Melhor Ator

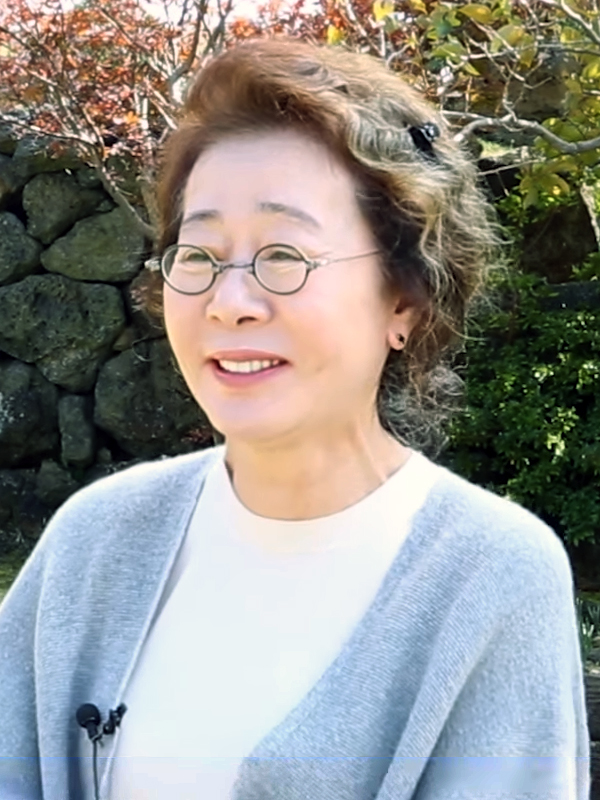
Youn Yuh-jung, vencedora de Melhor Atriz Coadjuvante

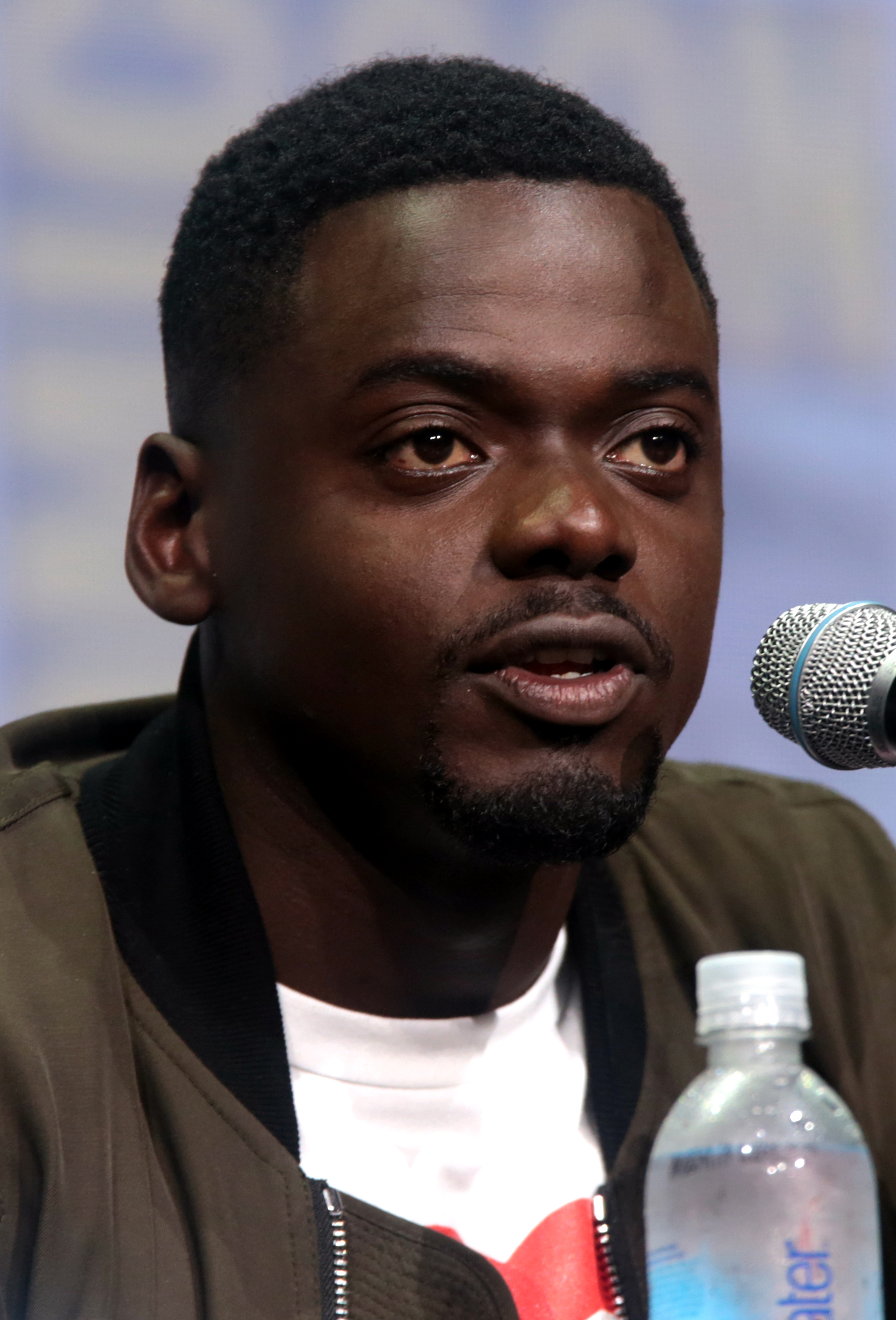
Daniel Kaluuya, vencedor de Melhor Ator Coadjuvante

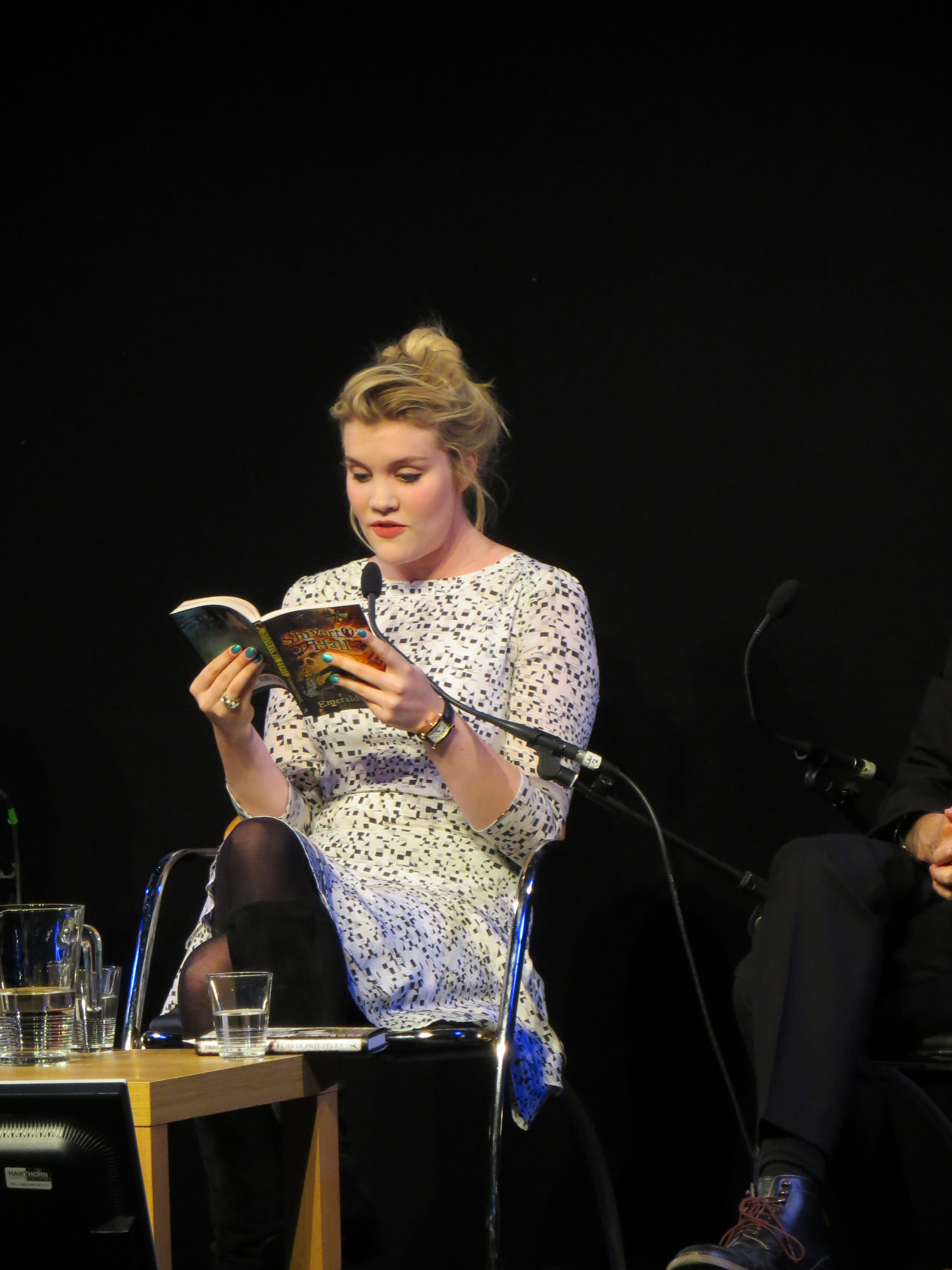
Emerald Fennell, vencedora de Melhor Roteiro Original

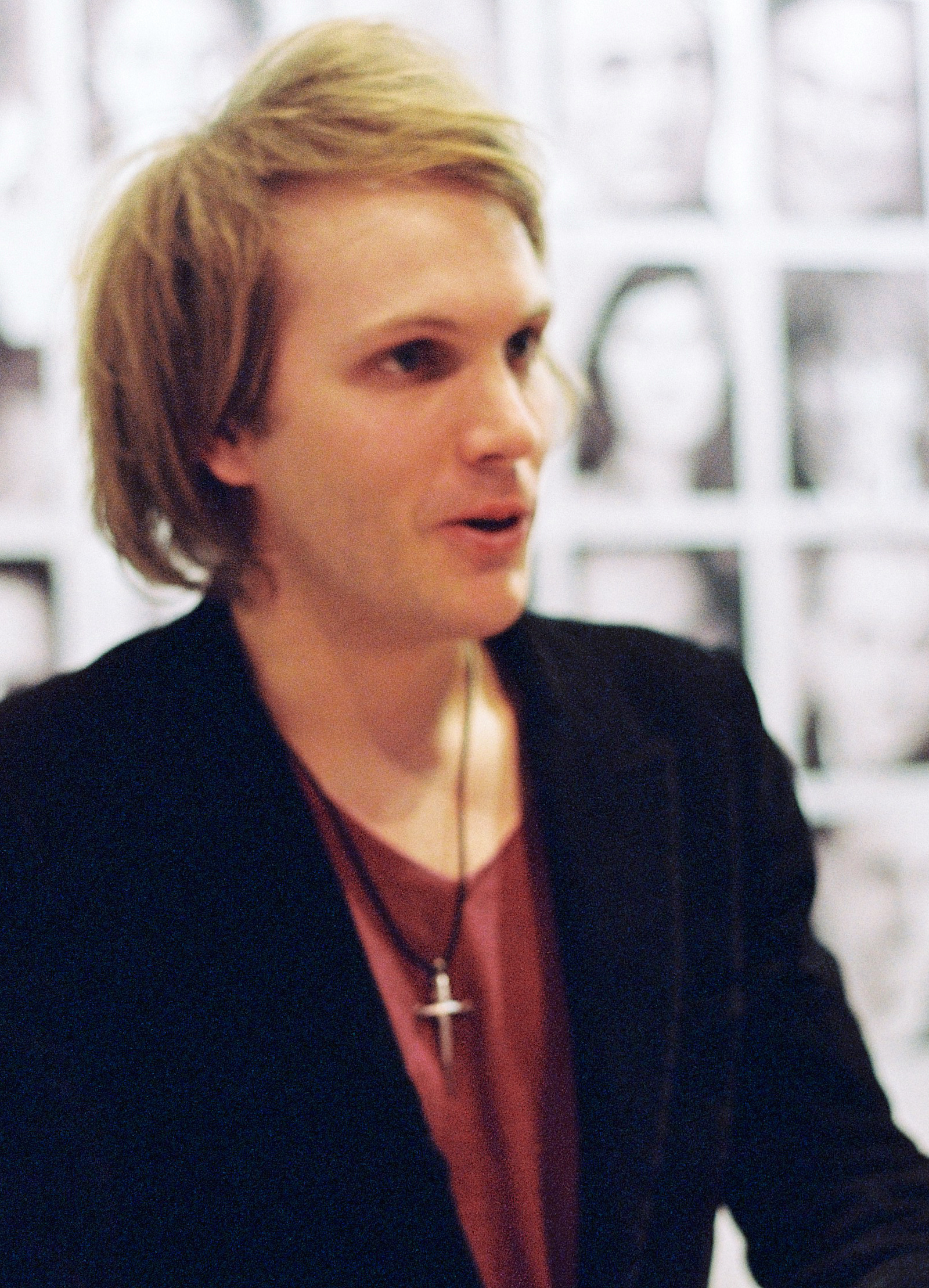
Florian Zeller, co-vencedor de Melhor Roteiro Adaptado

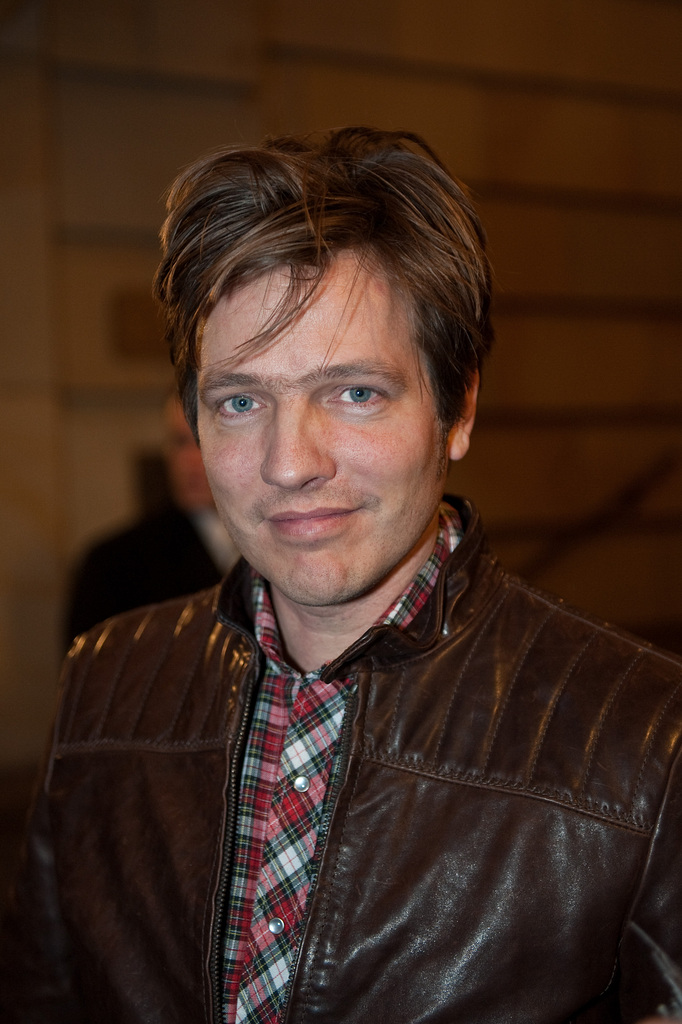
Thomas Vinterberg, vencedor de Melhor Filme Internacional

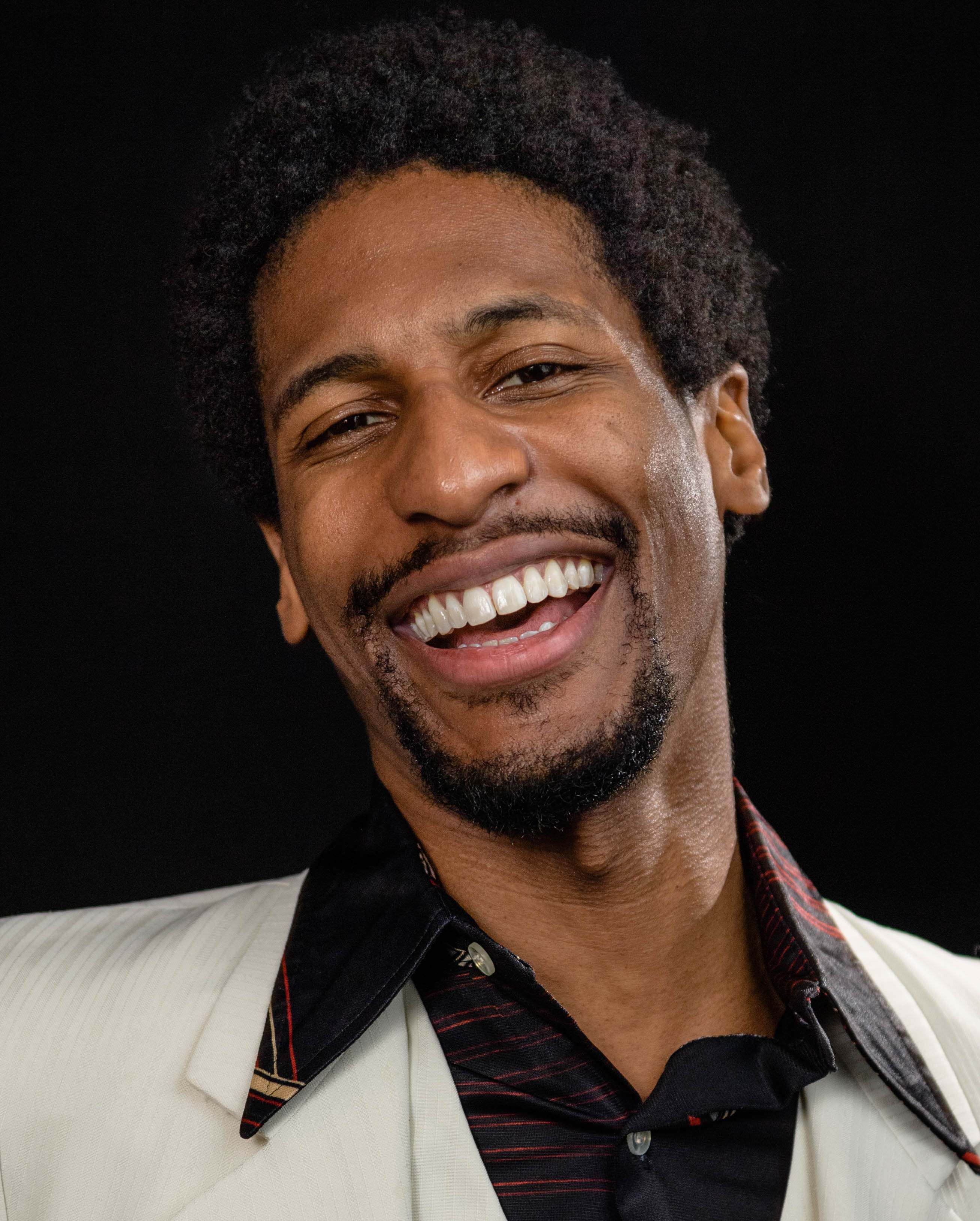
Jon Batiste, co-vencedor de Melhor Trilha Sonora

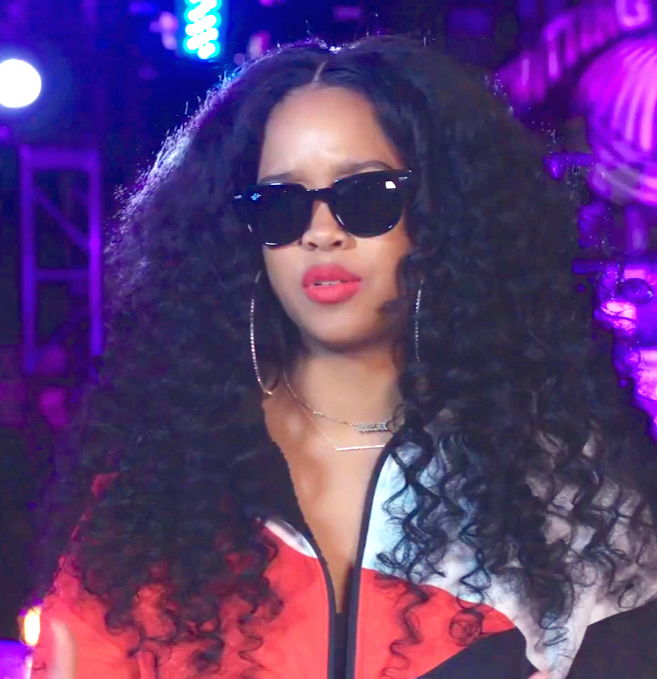
H.E.R., co-vencedora de Melhor Canção Original

Os indicados foram anunciados em 15 de março de 2021, em uma transmissão ao vivo a nível global no site oficial da Academia, feita por Priyanka Chopra e Nick Jonas. Mank liderou todos os filmes nomeados com dez indicações.
Os vencedores foram anunciados durante a cerimônia de premiação no dia 25 de abril. A cineasta chinesa Chloé Zhao tornou-se a primeira mulher de cor a receber o prêmio de Melhor Diretor e apenas a segunda mulher no geral, depois de Kathryn Bigelow, que venceu na edição de 2010 por sua direção no filmeThe Hurt Locker. A vitória de Zhao no Oscar foi censurada na China e bloqueada nas plataformas de mídia social chinesas. Aos 83 anos, Anthony Hopkins, vencedor do prêmio de Melhor Ator, tornou-se no artista mais velho a ganhar um Oscar por atuação. Frances McDormand se tornou a sétima pessoa a ganhar um terceiro Oscar por atuação, com a vitória de Melhor Atriz, por seu trabalho em Nomadland, e a segunda a vencer o prêmio de Melhor Atriz por três vezes, após Katharine Hepburn. Como produtora de Nomadland, McDormand também foi a primeira pessoa na história a vencer Oscars por atuar e produzir em um mesmo filme. A vencedora de Melhor Atriz Coadjuvante, Youn Yuh-jung, se tornou a primeira artista coreana e a segunda mulher asiática a ganhar um Oscar, depois de Miyoshi Umeki, que ganhou a mesma categoria por seu papel em Sayonara, em 1957. Com suas indicações para Melhor Ator Coadjuvante e Melhor Canção Original por One Night in Miami..., Leslie Odom Jr. foi a quarta pessoa consecutiva a receber indicações para atuação e compositor para o mesmo filme. Esta edição do Oscar também foi a que mais premiou mulheres, com 17 estatuetas.

### Prêmios
Os vencedores estão listados em primeiro e destacados em negrito.
|   | Indica o ganhador dentro de cada categoria. |
| † | Indica uma nomeação póstuma.                |

| Melhor FilmeNomadland – Frances McDormand, Peter Spears, Mollye Asher, Dan Janvey e Chloé Zhao - The Father – David Parfitt, Jean-Louis Livi e Philippe Carcassonne - Judas and the Black Messiah – Shaka King, Charles D. King e Ryan Coogler - Mank – Ceán Chaffin, Eric Roth e Douglas Urbanski - Minari – Christina Oh - Promising Young Woman – Ben Browning, Ashley Fox, Emerald Fennell e Josey McNamara - Sound of Metal – Bert Hamelinck e Sacha Ben Harroche - The Trial of the Chicago 7 – Marc Platt e Stuart Besser | Melhor Diretor/RealizadorNomadland – Chloé Zhao - Druk – Thomas Vinterberg - Mank – David Fincher - Minari – Lee Isaac Chung - Promising Young Woman – Emerald Fennell |
| Melhor Ator/Actor (Principal)Anthony Hopkins – The Father como Anthony - Chadwick Boseman † – Ma Rainey's Black Bottom como Levee Green - Gary Oldman – Mank como Herman J. Mankiewicz - Riz Ahmed – Sound of Metal como Ruben Stone - Steven Yeun – Minari como Jacob Yi | Melhor Atriz/Actriz (Principal)Frances McDormand – Nomadland como Fern - Andra Day – The United States vs. Billie Holiday como Billie Holiday - Carey Mulligan – Promising Young Woman como Cassandra “Cassie” Thomas - Vanessa Kirby – Pieces of a Woman como Martha Weiss - Viola Davis – Ma Rainey's Black Bottom como Ma Rainey |
| Melhor Ator/Actor Coadjuvante/SecundárioDaniel Kaluuya – Judas and the Black Messiah como Fred Hampton - Lakeith Stanfield – Judas and the Black Messiah como William "Bill" O'Neal - Leslie Odom Jr. – One Night in Miami como Sam Cooke - Paul Raci – Sound of Metal como Joe - Sacha Baron Cohen – The Trial of the Chicago 7 como Abbie Hoffman | Melhor Atriz/Actriz Coadjuvante/SecundáriaYoun Yuh-jung – Minari como Soon-ja - Amanda Seyfried – Mank como Marion Davies - Glenn Close – Hillbilly Elegy como Bonnie "Mamaw" Vance - Maria Bakalova – Borat Subsequent Moviefilm como Tutar Sagdiyev - Olivia Colman – The Father como Anne |
| Melhor Argumento/Roteiro OriginalPromising Young Woman — Emerald Fennell - Minari — Lee Isaac Chung - Judas and the Black Messiah — Will Berson e Shaka King - Sound of Metal — Darius Marder e Abraham Marder - The Trial of the Chicago 7 — Aaron Sorkin | Melhor Argumento/Roteiro AdaptadoThe Father — Christopher Hampton e Florian Zeller - Borat Subsequent Moviefilm — Sacha Baron Cohen, Anthony Hines, Dan Swimer, Peter Baynham, Erica Rivinoja, Dan Mazer, Jena Friedman e Lee Kern - Nomadland — Chloé Zhao - One Night in Miami — Kemp Powers - The White Tiger — Ramin Bahrani |
| Melhor Filme de AnimaçãoSoul – Pete Docter e Dana Murray - Onward – Dan Scanlon e Kori Rae - Over The Moon – Glen Keane, Gennie Rin, e Peilin Chou - A Shaun the Sheep Movie: Farmageddon – Richard Phelan, Will Becher, e Paul Kewley - Wolfwalkers – Tomm Moore, Ross Stewart, Paul Young, e Stéphan Roelants | Melhor Filme InternacionalDruk ( Dinamarca) – Thomas Vinterberg - Colectiv ( Roménia) – Alexander Nanau - Quo Vadis, Aida? ( Bósnia e Herzegovina) – Jasmila Žbanić - Shàonián de nǐ ( Hong Kong) – Derek Tsang - The Man Who Sold His Skin ( Tunísia) – Kaouther Ben Hania |
| Melhor Documentário em Longa-metragemMy Octopus Teacher – Pippa Ehrlich, James Reed e Craig Foster - Colectiv – Alexander Nanau e Bianca Oana - Crip Camp – Nicole Newnham, Jim LeBrecht e Sara Bolder - The Mole Agent – Maite Alberdi e Marcela Santibáñez - Time – Garrett Bradley, Lauren Domino e Kellen Quinn | Melhor Documentário em Curta-metragemColette – Anthony Giacchino e Alice Doyard - A Concerto Is a Conversation – Ben Proudfoot e Kris Bowers - Do Not Split – Anders Hammer e Charlotte Cook - Hunger Ward – Skye Fitzgerald e Michael Shueuerman - A Love Song for Latasha – Sophia Nahali Allison e Janice Duncan |
| Melhor Curta-metragemTwo Distant Strangers – Travon Free e Martin Desmond Roe - Feeling Through – Doug Roland e Susan Ruzenski - The Letter Room – Elvira Lind e Sofia Sondervan - The Present – Farah Nabulsi - White Eye – Tomer Shushan e Shira Hochman | Melhor Animação em Curta-metragemIf Anything Happens I Love You – Will McCormack e Michael Govier - Burrow – Madeline Sharafian e Michael Capbarat - Genius Loci – Adrien Mérigeau e Amaury Ovise - Opera – Eric Oh - Yes-People – Gísli Darri Halldórsson e Arnar Gunnarsson |
| Melhor Banda/Trilha SonoraSoul – Trent Reznor, Atticus Ross, e Jon Batiste - Da 5 Bloods – Terence Blanchard - Mank – Trent Reznor e Atticus Ross - Minari – Emile Mosseri - News of the World – James Newton Howard | Melhor Canção original"Fight for You" por Judas and the Black Messiah – H.E.R. e Dernst Emile II - "Speak Now" por One Night in Miami – Leslie Odom Jr. e Sam Ashworth - "Io sì (Seen)" por La vita davanti a sé – Diane Warren & Laura Pausini - "Husavik (My Hometown)" por Eurovision Song Contest: The Story of Fire Saga – Savan Kotecha, Fat Max Gsus e Rickard Göransson - "Hear My Voice" por The Trial of the Chicago 7 – Daniel Pemberton |
| Melhor Direção de ArteMank - Donald Graham Burt e Jan Pascale - The Father - Peter Francis e Cathy Featherstone - Ma Rainey's Black Bottom - Mark Ricker, Karen O'Hara e Diana Sroughton - News of the World - David Crank e Elizabeth Keenan - Tenet - Nathan Crowley e Kathy Lucas | Melhor Cinematografia/FotografiaMank – Erik Messerschmidt - Nomadland – Joshua James Richards - News of the World – Dariusz Wolski - The Trial of the Chicago 7 – Phedon Papamichael - Judas and the Black Messiah – Sean Bobbitt |
| Melhor Maquiagem/Maquilhagem e PenteadosMa Rainey's Black Bottom – Sergio Lopez-Rivera, Mia Neal e Jamika Wilson - Emma – Marese Langan, Laura Allen e Claudia Stolze - Hillbilly Elegy – Eryn Krueger Mekash, Matthew Mungle e Patricia Dehaney - Mank – Gigi Williams, Kimberley Spiteri e Colleen LaBaff - Pinocchio – Mark Coulier, Dalia Colli e Francesco Pegoretti | Melhor Figurino/Guarda-RoupaMa Rainey's Black Bottom – Ann Roth - Emma – Alexandra Byrne - Mank – Trish Summerville - Mulan – Bina Daigeler - Pinocchio – Massimo Cantini Parrini |
| Melhor SomSound of Metal – Nicolas Barker, Jaime Baksht, Michelle Couttolenc, Carlos Cortes e Philip Bladh - Greyhound – Warren Shaw, Michael Minkler, Beau Borders e David Wyman - Mank – Ren Klyce, Jeremy Molod, David Parker, Nathan Nance e Drew Kunin - News of the World - Oliver Tarney, Mike Prestwood Smith, William Miller e John Pritchett - Soul – Ren Klyce, Coya Elliot e David Parker | Melhor Edição/MontagemSound of Metal – Mikkel E. G. Nielsen - The Father – Yorgos Lamprinos - Nomadland – Chloé Zhao - Promising Young Woman – Frédéric Thoraval - The Trial of the Chicago 7 – Alan Baumgarten |
| Melhores Efeitos VisuaisTenet - Andrew Jackson, David Lee, Andrew Lockley e Scott Fisher - Love and Monsters – Matt Sloan, Genevieve Camilleri, Matt Everitt e Brian Cox - The Midnight Sky – Matthew Kasmir, Christopher Lawrence, Max Solomon e David Watkins - Mulan – Sean Faden, Anders Langlands, Seth Maury e Steve Ingram - The One and Only Ivan – Nick Davis, Greg Fisher, Ben Jones e Santiago Colomo Martinez | |

### Governors Awards
A Academia cancelou sua cerimônia anual do Governors Awards devido à pandemia de COVID-19 e planejou incorporar os vencedores à cerimônia do Oscar. Este é o primeiro ano do Governors Awards em que não há vencedores oficiais do Oscar Honorário. Após cancelar o Governors Awards, a Academia vai presentear na cerimônia Tyler Perry e a Motion Picture & Television Fund com o Prêmio Humanitário Jean Hersholt:

#### Prêmio Humanitário Jean Hersholt
- Tyler Perry – sendo homenageado pelo seu envolvimento ativo com a filantropia e empreendimentos de caridade nos últimos anos, incluindo esforços para lidar com os desabrigados e as dificuldades econômicas enfrentadas por membros de sua comunidade.
- Motion Picture & Television Fund – sendo homenageado pelos serviços de alívio e ajuda emocional e financeiro que oferece aos membros da indústria do entretenimento.

### Filmes com mais indicações e prêmios
| Indicações | Filme                       |
| ---------- | --------------------------- |
| 10         | Mank                        |
| 6          | The Father                  |
| 6          | Judas and the Black Messiah |
| 6          | Minari                      |
| 6          | Nomadland                   |
| 6          | Sound of Metal              |
| 6          | The Trial of the Chicago 7  |
| 5          | Ma Rainey's Black Bottom    |
| 5          | Promising Young Woman       |
| 4          | News of the World           |
| 3          | One Night in Miami          |
| 3          | Soul                        |
| 2          | Druk                        |
| 2          | Borat Subsequent Moviefilm  |
| 2          | Colectiv                    |
| 2          | Emma                        |
| 2          | Hillbilly Elegy             |
| 2          | Mulan                       |
| 2          | Pinocchio                   |
| 2          | Tenet                       |

| Vitórias | Filme                       |
| -------- | --------------------------- |
| 3        | Nomadland                   |
| 2        | Judas and the Black Messiah |
| 2        | Ma Rainey's Black Bottom    |
| 2        | Mank                        |
| 2        | Soul                        |
| 2        | Sound of Metal              |
| 2        | The Father                  |

## Apresentadores e interpretações musicais

### Apresentadores
| Nome(s)                  | Função |
| ------------------------ | --- |
| Regina King              | Apresentou as categorias de Melhor Argumento/Roteiro Original e Melhor Argumento/Roteiro Adaptado           |
| Laura Dern               | Apresentou as categorias de Melhor Filme Internacional e Melhor Ator/Actor Coadjuvante/Secundário           |
| Don Cheadle              | Apresentou as categorias de Melhor Maquiagem/Maquilhagem e Penteados e Melhor Figurino/Guarda-Roupa         |
| Bryan Cranston           | Apresentou o Prêmio Humanitário Jean Hersholt para a Motion Picture & Television Fund                       |
| Bong Joon-ho Sharon Choi | Apresentaram a categoria de Melhor Diretor/Realizador                                                       |
| Riz Ahmed                | Apresentou as categorias de Melhor Som e Melhor Curta-metragem                                              |
| Reese Witherspoon        | Apresentou as categorias de Melhor Animação em Curta-metragem e Melhor Filme de Animação                    |
| Marlee Matlin Jack Jason | Apresentaram as categorias de Melhor Documentário em Curta-metragem e Melhor Documentário em Longa-metragem |
| Steven Yeun              | Apresentou a categoria de Melhores Efeitos Visuais                                                          |
| Brad Pitt                | Apresentou a categoria de Melhor Atriz/Actriz Coadjuvante/Secundária                                        |
| Halle Berry              | Apresentou as categorias de Melhor Direção de Arte e Melhor Cinematografia/Fotografia                       |
| Harrison Ford            | Apresentou a categoria de Melhor Edição/Montagem                                                            |
| Viola Davis              | Apresentou o Prêmio Humanitário Jean Hersholt para Tyler Perry                                              |
| Zendaya                  | Apresentou as categorias de Melhor Banda/Trilha Sonora e Melhor Canção original                             |
| Angela Bassett           | Apresentou o segmento In Memoriam                                                                           |
| Rita Moreno              | Apresentou a categoria de Melhor Filme                                                                      |
| Renée Zellweger          | Apresentou a categoria de Melhor Atriz/Actriz (Principal)                                                   |
| Joaquin Phoenix          | Apresentou a categoria de Melhor Ator/Actor (Principal)                                                     |

### Apresentações musicais
Os indicados para Melhor Canção Original foram apresentados durante um especial pré-show, chamado Oscars: Into the Spotlight, uma celebração de 90 minutos apresentada por Ariana DeBose e Lil Rel Howery. Uma apresentação será gravada em Húsavík, Islândia, e quatro no Dolby Family Terrace da Academia de Artes e Ciências Cinematográficas, em Los Angeles.
| Intérprete(s)                  | Performance                                                  |
| ------------------------------ | ------------------------------------------------------------ |
| Questlove                      | Diretor musical                                              |
| Molly Sandén                   | "Husavik" de Eurovision Song Contest: The Story of Fire Saga |
| Laura Pausini com Diane Warren | "Io sì (Seen)" de La vita davanti a sé                       |
| Celeste                        | "Hear My Voice" de Os 7 de Chicago                           |
| Leslie Odom Jr.                | "Speak Now" de One Night in Miami...                         |
| H.E.R.                         | "Fight for You" de Judas and the Black Messiah               |

### Trailersde filmes
Em 22 de abril de 2021, foi anunciado que a 20th Century Studios, Searchlight Pictures e Warner Bros. Pictures estreariam os trailers de seus próximos filmes durante a cerimônia, com um atuante de cada filme apresentando seus respetivos trailers. Em entrevista à Adweek, Jerry Daniello (vice-presidente sênior de soluções de marcas de entretenimento e vendas de anúncios da Disney) explicou que essa mudança "reforçaria o tema deste ano de que o Oscar parecerá mais um filme do que um show de prêmios."
| Nome(s)            | Função                                                                                     |
| ------------------ | ------------------------------------------------------------------------------------------ |
| Ariana DeBose      | Introduziu o trailer de West Side Story                                                    |
| Lin-Manuel Miranda | Introduziu o trailer de In the Heights                                                     |
| Questlove          | Introduziu o trailer de Summer of Soul (...Or, When the Revolution Could Not Be Televised) |

## Cerimônia

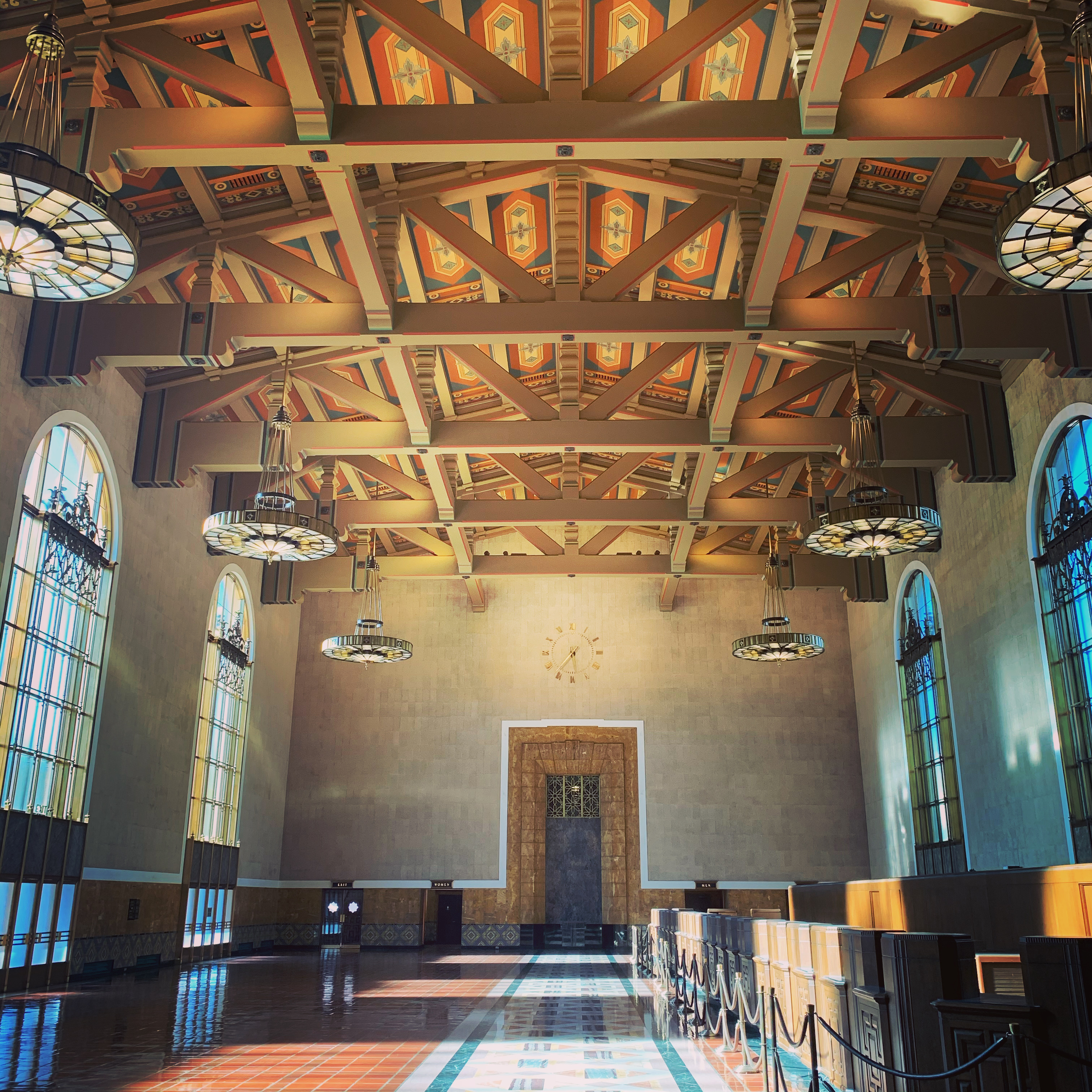
O saguão de ingressos original da Los Angeles Union Station, onde será realizada a cerimônia.

Durante sua reunião do conselho de governadores em 28 de abril, a Academia votou para consolidar a categoria Melhor Mixagem de Som e Melhor Edição de Som em uma categoria singular de Melhor Som (reduzindo o número total de categorias para 23). O setor de som havia levantado preocupações de que as duas categorias tivessem muita sobreposição de escopo. As regras para Melhor Trilha Sonora Original agora exigem que a trilha sonora de um filme inclua no mínimo 60% de músicas originais, e os filmes e sequências de franquia devem ter no mínimo 80% de músicas novas. Pela primeira vez, a votação preliminar do Melhor Filme Internacional estará aberta a todos os membros votantes da Academia.
Como parte de iniciativas ambientais, a distribuição de itens físicos ou impressos, como cópias de telas, roteiros e CDs de música, será descontinuada após o 93.º Oscar. Os screeners foram veiculados somente através do serviço de streaming "Academy Screening Room", apenas para membros.
Em 8 de dezembro de 2020, Jesse Collins, Stacey Sher e Steven Soderbergh foram nomeados os produtores da cerimônia. Glenn Weiss está escalado para dirigir a cerimônia. Devido a considerações relacionadas à COVID-19, a cerimônia principal acontecerá na Los Angeles Union Station, com partes previstas para acontecer no Teatro Dolby ou perto dele. As apresentações dos indicados ao prêmio de Melhor Canção Original foram ao ar durante o pré-show do tapete vermelho, e não durante a cerimônia em si, com a maioria delas a serem apresentadas no terraço da cobertura do Museu da Academia de Cinema.
Soderbergh afirmou que o seu objetivo para a cerimônia é que ela seja produzida e dirigida como se fosse um filme, enquanto a cerimônia terá como tema "As Histórias Importam" (em inglês, "Stories Matter"). O desenhista de produção David Rockwell explicou que a produção seria influenciada estilisticamente pelas primeiras cerimônias do Oscar, e que eles haviam considerado locais históricos do Oscar, como o Biltmore e o Hollywood Roosevelt Hotel antes de decidirem pela Union Station. O saguão de ingressos original da Union Station será usado como o local principal da cerimônia, enquanto seus pátios adjacentes foram usados para atividades pré e pós-show. Rockwell descreveu o projeto do cenário planejado como a construção de "uma sala dentro de uma sala". Além disso, a cerimônia foi filmada com a cadência audiovisual cinematográfica tradicional de 24 quadros por segundo, em oposição a de 30, e em uma proporção de aspecto cinematográfica em vez da proporção de aspecto 16:9 padrão usada pela maioria das programações televisivas.
Pela terceira cerimônia consecutiva, não haverá um anfitrião principal. Em 12 de abril de 2021, a Academia anunciou um "ensemble cast" de 15 apresentadores que estariam envolvidos na cerimônia de alguma forma, incluindo Angela Bassett, Halle Berry, Bong Joon Ho, Don Cheadle, Bryan Cranston, Laura Dern, Harrison Ford , Regina King, Marlee Matlin, Rita Moreno, Joaquin Phoenix, Brad Pitt, Reese Witherspoon, Renée Zellweger e Zendaya. Eles incluem todos os quatro vencedores de atuação da cerimônia de 2020, mantendo a tradição de longa data de que os prêmios de atuação no Oscar sejam apresentados pelo vencedor do ano anterior.
O diretor musical da cerimônia foi Questlove, além de ser o DJ interno do show. A música da cerimônia foi em grande parte remixada de composições criadas por sua banda The Roots, sem a presença de orquestra interna.
Após a cerimônia, foi ao ar um especial chamado Oscars: After Dark, apresentado por Colman Domingo e Andrew Rannells.

### Melhor Ator no fim da cerimônia
Rompendo com a tradição, as categorias de atuação foram apresentadas por último, após a premiação de Melhor Filme. Isso levou muitos telespectadores a acreditar que os produtores da cerimônia estavam esperando que Chadwick Boseman ganhasse postumamente o prêmio de Melhor Ator, que poderia ter sido acompanhado por uma homenagem ao ator. Porém, Anthony Hopkins, que não estava presente, foi anunciado como o vencedor do prêmio. Alegadamente, Hopkins se ofereceu para aparecer via Zoom, já que ele não queria viajar para o local designado, mas foi negado pelos produtores. Ele lançou um vídeo no dia seguinte aceitando o prêmio, além de homenagear Boseman. Ele declarou, entre outras coisas, que estava "muito privilegiado e honrado", ao mesmo tempo em que reconheceu que "eu realmente não esperava isso".

### Impactos da pandemia de COVID-19

#### Elegibilidade e programação
Esperava-se que a pandemia de COVID-19 e seu impacto na indústria cinematográfica – incluindo interrupções na produção cinematográfica e o fechamento nacional de cinemas devido a restrições ao comércio e a reuniões públicas – tivessem um grande impacto no Oscar. Em particular, o Oscar exige que os filmes recebam um lançamento teatral no condado de Los Angeles por pelo menos uma semana para serem elegíveis. Os Prêmios Globo de Ouro haviam mudado seus critérios para permitir que os filmes, que originalmente estavam programados para terem um "lançamento teatral de boa-fé" em Los Angeles entre 15 de março e 30 de abril, serem elegíveis se fossem lançados diretamente no streaming. Em relação ao Oscar, a Academia afirmou que estava "no processo de avaliar todos os aspectos desse cenário incerto e que mudanças precisavam ser feitas".
A AMPAS atrasou sua reunião do conselho de governadores para 28 de abril. Durante a reunião, a Academia votou para modificar seus critérios de elegibilidade apenas para a 93.ª edição, permitindo temporariamente que filmes primeiramente lançados via vídeo transacional ou protegido por senha (cobrindo serviços de assinatura como Amazon Video e Netflix) sejam elegíveis, se eles forem originalmente programados para serem lançados no cinema e enviados para o serviço de triagem on-line da AMPAS dentro de 60 dias a partir do lançamento público. O requisito anterior para um lançamento teatral de sete dias será restabelecido quando os cinemas retomarem suficientemente as operações; para facilitar a conformidade com os critérios, também foram permitidas triagens elegíveis em outras grandes cidades além de Los Angeles, como Atlanta, Chicago, Miami, Nova Iorque e Baía de São Francisco.
Algumas reuniões da Academia foram realizadas, onde foi discutida a probabilidade de ocorrer o adiamento ou até mesmo o cancelamento dessa edição do Oscar. Em 15 de junho de 2020, a Academia anunciou que a cerimônia seria adiada em dois meses, de 28 de fevereiro de 2021 a 25 de abril de 2021, e os períodos de elegibilidade para longas-metragens seriam estendidos até 28 de fevereiro de 2021. Em uma declaração conjunta, o presidente e CEO da AMPAS, David Rubin e Dawn Hudson, explicaram que "por mais de um século, os filmes têm desempenhado um papel importante de nos confortar, inspirar e entreter nos momentos mais sombrios. Eles certamente têm esse mesmo papel a desempenhar neste ano. Nossa esperança, em estender o período de elegibilidade e a data de entrega dos prêmios, é proporcionar a flexibilidade que os cineastas precisam para terminar e lançar seus filmes sem serem penalizados por algo além do controle de qualquer pessoa". Os prêmios do Governors Awards e o Oscar científico ou técnico também foram adiados indefinidamente. Após o anúncio, o British Academy Film Awards também foi adiado de fevereiro para abril, e os Prêmios Globo de Ouro foram transferidos do início de janeiro para 28 de fevereiro.
Em 7 de outubro de 2020, a Academia anunciou um esclarecimento para permitir que uma semana de exibições noturnas em um cinema drive-in dentro das cidades acima mencionadas também seja elegível.

#### Produção
Em 1 de dezembro de 2020, um representante da Academia disse à Variety que uma cerimônia presencial "acontecerá", em oposição a um formato totalmente remoto ou híbrido. Um formato híbrido foi utilizado pela premiação Emmy 2020, onde o anfitrião e os apresentadores do prêmio estavam presentes no local, mas todos os indicados apareceram de locais remotos. Em 15 de março, a Academia anunciou que a cerimônia aconteceria na Los Angeles Union Station, além do Teatro Dolby, embora os detalhes exatos sobre como a cerimônia seria dividida entre os locais ainda não tinham sido anunciados. Todas os outros eventos e festividades presenciais associadas ao Oscar foram cancelados.
Em 19 de março de 2021, os organizadores da premiação anunciaram que os indicados não poderiam comparecer por videoconferência. Em uma carta enviada a todos os indicados, os produtores disseram que "fizeram de tudo para proporcionar uma noite segura e agradável para todos vocês pessoalmente", acreditando que "algo virtual diminuirá esses esforços". No entanto, em 30 de março, foi anunciado que locais adicionais para a cerimônia seriam estabelecidos em Londres e Paris para reduzir as viagens entre os indicados. Em 18 de abril, o The New York Times informou que um total de 20 locais remotos foram confirmados para a cerimônia. Entre eles estavam o BFI Southbank, em Londres e o Dolby Cinema, em Seul, sendo que o último foi onde o Oscar de Melhor Diretor foi entregue por Bong Joon-ho.
Em meados de abril, a Academia anunciou que a capacidade de audiência será limitada a 170 pessoas. A Union Station será tratada como uma produção de televisão/filme e o protocolo de máscaras faciais não exigirá o uso de máscara enquanto os convidados estiverem diante das câmeras. Eles foram convidados a usar as máscaras durante os intervalos comerciais, por exemplo. Os participantes fizeram uma verificação de temperatura ao entrar no local e fazer pelo menos três testes de COVID-19 nos dias anteriores à premiação. Em entrevista coletiva, o co-produtor Steven Soderbergh afirmou que as máscaras também teriam um "papel muito importante" na "narrativa" da cerimônia.
Relatos de moradores de rua sendo forçados a sair da Union Station para acomodar a cerimônia fizeram com que o membro do conselho municipal de Los Angeles, Kevin De León, declarasse que "NENHUM morador desabrigado está sendo forçado a se mudar ... fomos capazes de oferecer opções de moradia para residentes desabrigados na vizinhança da Union Station".

### Censura na China
A cerimônia foi sujeita a várias formas de censura na China e em seus territórios. A cerimônia transmitida e todas as discussões online a respeito foram censuradas no continente devido ao escrutínio sobre a diretora do filme Nomadland, a chinesa-estadunidense Chloé Zhao, por ter criticado a China em uma entrevista de 2013 para a revista Filmmaker. A cerimônia foi promovida por seus detentores de direitos autorais chineses, e todas as discussões sobre a cerimônia foram amplamente censuradas nas redes sociais e nos meios de comunicação chineses.
Além disso, a emissora Television Broadcasts Limited, de Hong Kong, anunciou que a cerimônia não seria exibida ao vivo na região pela primeira vez desde 1969. O porta-voz da TVB disse à Agence France-Presse que foi uma "decisão comercial". Mas algumas pessoas especularam que o verdadeiro motivo foi a nomeação de Do Not Split, um documentário em curta-metragem sobre os protestos pró-democracia de Hong Kong em 2019–2020, para Melhor Documentário em Curta-metragem.

### Desempenho nas bilheterias dos filmes indicados
| Filme                       | Pré-indicação (antes 15 mar.) | Pós-indicação (15 mar. – 25 abr.) | Pós-premiação (após 25 abr.) | Total          | Ref.ª  |
| --------------------------- | ----------------------------- | --------------------------------- | ---------------------------- | -------------- | ------ |
| Promising Young Woman       | $5,497 milhões                | $938 960                          | $5 860                       | $6,442 milhões | [ 58 ] |
| Judas and the Black Messiah | $4,704 milhões                | $711 068                          | —                            | $5,416 milhões | [ 59 ] |
| Minari                      | $1,036 milhão                 | $1,309 milhões                    | —                            | $2,345 milhões | [ 60 ] |
| Nomadland                   | $1,236 milhão                 | $907 000                          | —                            | $2,143 milhões | [ 61 ] |
| The Father                  | $390 000                      | $1,317 milhão                     | —                            | $1,707 milhão  | [ 62 ] |
| Mank                        | —                             | —                                 | —                            | —              | [ 63 ] |
| Sound of Metal              | —                             | —                                 | —                            | —              | [ 64 ] |
| The Trial of the Chicago 7  | —                             | —                                 | —                            | —              | [ 65 ] |

No dia do anúncio dos filmes indicados, em 15 de março de 2021, Promising Young Woman assegurou a maior bilheteria entre os filme indicados a Melhor Filme no Oscar 2021, totalizando 5,4 milhões de dólares em recibos de mercado doméstico, cerca de 700 000 dólares a mais do que Judas and the Black Messiah, o segundo colocado (4,7 milhões de dólares). Em seguida, aparece o vencedor do prêmio de Melhor Filme, Nomadland (1,2 milhão de dólares), depois Minari (1 milhão de dólares) e, por último, The Father (390 000 dólares). Três (Mank, Sound of Metal e The Trial of the Chicago 7) dos oito filmes indicados a Melhor Filme não foram lançados nos cinemas norte-americanos.
A pandemia de COVID-19 teve um impacto substancial na indústria cinematográfica, refletindo seus impactos em todos os setores das artes. Em todo o mundo, cinemas foram fechados, festivais foram cancelados ou adiados e lançamentos de filmes foram movidos para datas futuras ou adiados indefinidamente. Devido ao fechamento de cinemas, a bilheteria dos filmes foram afetadas negativamente, sendo que alguns filmes foram lançados apenas por streaming. Muitos sucessos de bilheteria originalmente programados para serem lançados desde meados de março de 2020 foram adiados ou cancelados em todo o mundo, com a produção de filmes também sendo interrompida. Isso, a termo, criou aberturas para que as produções de cinema independente recebessem uma exposição mais ampla.

### Presença lusófona
A Academia Brasileira de Cinema submeteu o filme Babenco para a apreciação da Academia ao prêmio de Melhor Filme Internacional, enquanto que a Academia Portuguesa de Cinema submeteu Vitalina Varela, entretanto, nenhum dos dois filmes foi indicado ao prêmio.

### Reações e avaliações críticas
O show recebeu uma recepção negativa da crítica. No site do agregador de resenhas Rotten Tomatoes, o programa tem uma taxa de aprovação de 24%, com base em 34 resenhas, com uma classificação média de 4.17/10. O consenso do site diz: "O 93.º Oscar definitivamente trouxe algo diferente, mas depois de um forte momento de abertura com Regina King, as mudanças na cerimônia deste ano cimentaram a importância de certas tradições estruturais – e como proteger suas apostas nos votos da Academia pode ser prejudicial."
Houve algumas críticas à cerimônia do Oscar 2021 por não apresentar um tributo aos cinemas, destacando o impacto da pandemia sobre eles, como fechamentos, licenças e dispensas de funcionários e a sua perda de receita impactada; por outro lado, o Grammy Awards de 2021 incluiu uma homenagem a locais de música ao vivo afetados pela pandemia.

### Audiência
De acordo com as estimativas do Nielsen SoundScan, que começaram em 1974, a transmissão atraiu apenas 10,4 milhões de telespectadores, tornando-se a transmissão televisiva do Oscar de menor audiência da história. Também diminuiu 56% em relação à audiência do ano anterior, de 23,6 milhões, que até então era a cerimônia com menor audiência.

## In Memoriam
A apresentação anual do segmento In Memoriam foi apresentada por Angela Bassett. Não houve performance para o segmento, em vez disso uma montagem com uma versão da canção "As", de Stevie Wonder, foi tocada. O segmento foi sujeito a críticas, com alguns espectadores reclamando que a montagem foi editada em um ritmo inadequadamente rápido; o vice-presidente executivo de entretenimento alternativo e improvisado da Disney, Rob Mills, reconheceu as reclamações e disse que o ritmo da montagem foi projetado para corresponder ao ritmo da música.
A montagem incluiu:
- Cicely Tyson
- Ian Holm
- Max von Sydow
- Cloris Leachman
- Yaphet Kotto
- Joel Schumacher
- Bertrand Tavernier
- Jean-Claude Carrière
- Olivia de Havilland
- Irrfan Khan
- Michael Apted
- Paula Kelly
- Christopher Plummer
- Allen Daviau
- George Segal
- Wilford Brimley
- Thomas Jefferson Byrd
- Marge Champion
- Ron Cobb
- Shirley Knight
- José Luis Diaz
- Kelly Preston
- Rhonda Fleming
- Kelly Asbury
- Fred Willard
- Hal Holbrook
- Kurt Luedtke
- Linda Manz
- Michael Chapman
- Martin Cohen
- Kim Ki-duk
- Helen McCrory
- Ennio Morricone
- Thomas Pollock
- Carl Reiner
- Larry McMurtry
- Lynn Shelton
- Earl Cameron
- Alan Parker
- Mike Fenton
- Edward S. Feldman
- Lynn Stalmaster
- Nanci Ryder
- Sumner Redstone
- Remy Julienne
- Stuart Cornfeld
- Ronald L. Schwary
- Jonathan Oppenheim
- Al Kasha
- Charles Gordon
- Brian Dennehy
- Charles Gregory Ross
- Alberto Grimaldi
- Johnny Mandel
- Brenda Banks
- George Gibbs
- Haim Shtrum
- Lennie Niehaus
- Leslie Pope
- Joan Micklin Silver
- Roberta Hodes
- Ken Muggleston
- Diana Rigg
- Leon Gast
- Anthony Powell
- Chuck Bail
- Bhanu Athaiya
- Colleen Callaghan
- Peter Lamont
- David Giler
- Norman Newberry
- Zhang Zhao
- Conchata Ferrell
- Alan Robert Murray
- Andrew Jack
- Jonas Gwangwa
- Marvin Westmore
- Pembroke Herring
- Linda Gurasich
- Michel Piccoli
- William Bernstein
- Cis Corman
- Michael Wolf Snyder
- Ja'Net DuBois
- Les Fresholtz
- Jerry Stiller
- DMX
- Giuseppe Rotunno
- Else Blangsted
- Ronald Harwood
- Masato Hara
- Robert C. Jones
- Walter Bernstein
- Sean Connery
- Chadwick Boseman